# Frölunda HC Dam
Frölunda HC Dam är ishockeyklubben Frölunda HC:s damsektion, som sedan säsongen 2023/2024 spelar i SDHL. Laget spelar sina hemmamatcher på Frölundaborg i Göteborg.

## Historia
Frölunda HC grundade sitt damlag 2022. 
Kim Martin Hasson blev tillsatt som lagets första sportchef och Erika Holst blev klubbens första tränare. De gjorde innan öppningssäsongen flera stora värvningar såsom Hanna Olsson från HV71, Andrea Schjelderup Dalen och Stephanie Neatby från Linköping HC, Sarah-Ève Coutu-Godbout från AIK och Michelle Karvinen från KRS Vanke Rays. 
Laget gjorde sin debut i NDHL hösten 2022 med målet att gå upp till SDHL redan till nästa säsong. De etablerade snabbt dominans i serien och svepte sin division för att ta seger I Damettan Södra. De fortsatte gå obesegrade i HockeyAllsvenskan Södra, och efter att ha slagit IF Troja-Ljungby och IF Björklöven i playoffet avancerade de till Kvalserien till Svenska damhockeyligan 2023. Efter att ha spelat två kvalmatcher blev de klara för SDHL för första gången.
Säsongen 2024–2025 blev laget svenska mästare, efter seger med 3–0 i matcher mot Luleå HF/MSSK i SM-finalserien.

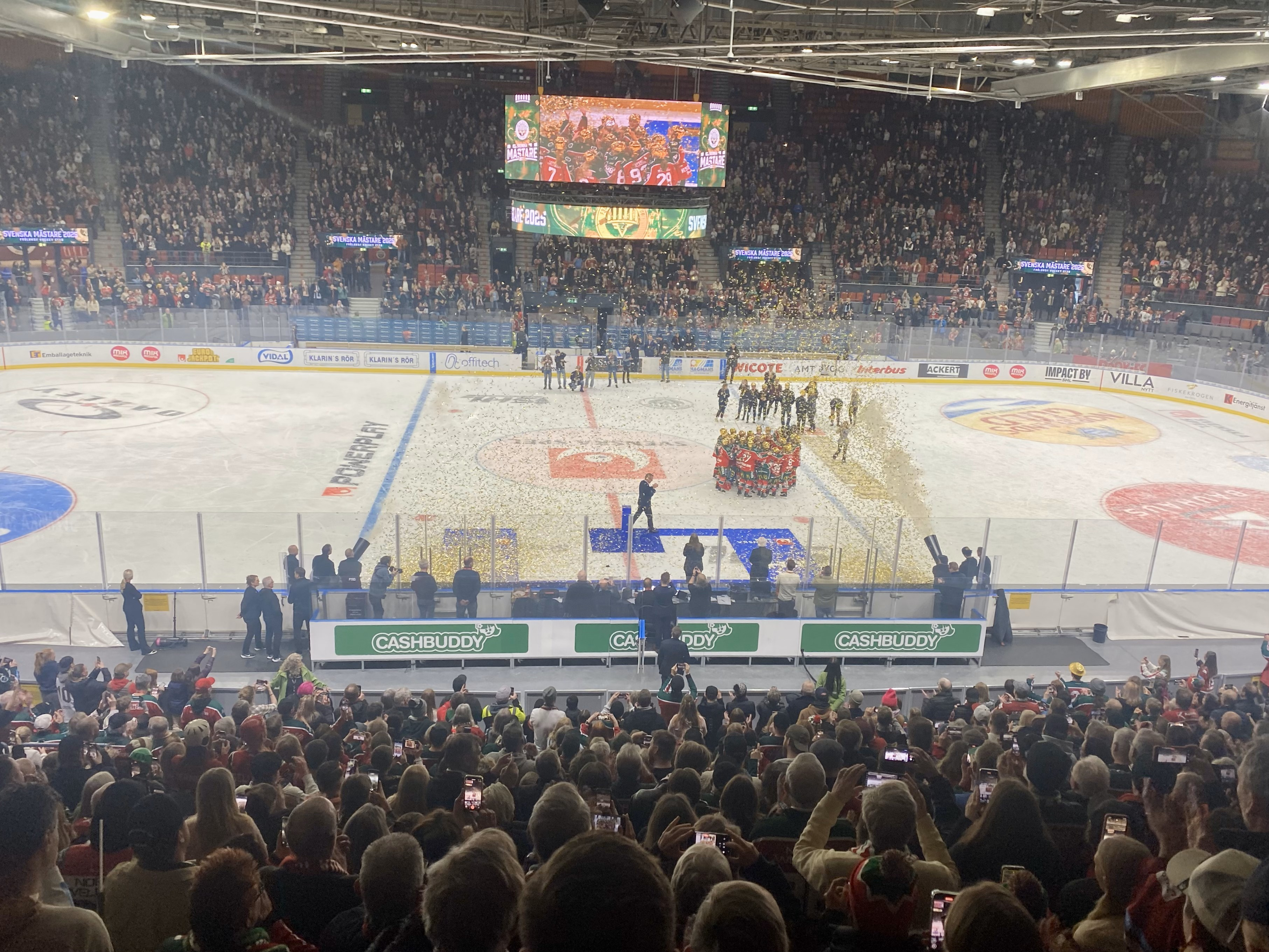
Firande av lagets första SM-guld i Scandinavium 2025.

## Truppen
| Nr        | Pos | Spelare                    | Land              | S/H | Födelsedatum      | Längd  | Vikt  | Födelseort    |
| --------- | --- | -------------------------- | ----------------- | --- | ----------------- | ------ | ----- | ------------- |
| Målvakter |     |                            |                   |     |                   |        |       |               |
|           | MV  | Maja Helge                 | Sverige           | L   | 19 januari 2007   | 175 cm | 66 kg | Växjö         |
| 35        | MV  | Stephanie Neatby           | Kanada            | L   | 17 september 1998 | 183 cm | 65 kg | Toronto       |
| 70        | MV  | Ellen Jeansson             | Sverige           | L   | 12 februari 2006  | 165 cm | 53 kg | -             |
| Backar    |     |                            |                   |     |                   |        |       |               |
| 8         | D   | Lindsay Agnew              | Kanada            | L   | 9 mars 1998       | 170 cm | 65 kg | Oakville      |
| 6         | D   | Maja Beverin               | Sverige           | R   | 22 februari 2002  | 170 cm | 60 cm | Jönköping     |
| 76        | D   | Holly Boney                | Sverige           | L   | 28 juli 2004      | 169 cm | 70 kg | -             |
| 86        | D   | Tuva Kandell               | Sverige           | L   | 15 april 2004     | 173 cm | 67 kg | Leksand       |
| 98        | D   | Felicia Linder             | Sverige           | L   | 26 januari 1998   | 166 cm | 66 kg | Stockholm     |
| 5         | D   | Ebba Strandberg            | Sverige           | L   | 22 juni 1997      | 182 cm | 72 kg | Kalmar        |
| 93        | D   | Nellie Svensson            | Sverige           | L   | 5 mars 2007       | 171 cm | 61 kg | Kållered      |
| 7         | D   | Kaitlyn Yearwood           | Kanada            | R   | 6 mars 2001       | 171 cm | 70 kg | Thornhill     |
| Forwards  |     |                            |                   |     |                   |        |       |               |
| 16        | C   | Jennifer Carlsson          | Sverige           | L   | 19 juli 2000      | 163 cm | 60 kg | Göteborg      |
| 21        | F   | Sarah-Ève Coutu-Godbout    | Kanada            | L   | 16 juni 1997      | 170 cm | 66 kg | Rouyn-Noranda |
| 22        | F   | Andrea Dalen               | Norge             | R   | 19 juni 1992      | 173 cm | 64 kg | Hønefoss      |
| -         | LW  | Edit Danielsson            | Sverige           | L   | 13 september 2007 | 168 cm | 55 kg | Växjö         |
| 36        | W   | Emilia Hallbeck            | Sverige           | L   | 8 juni 2006       | 158 cm | 56 kg | Flodafors     |
| 11        | W   | Ella Hellman               | Sverige           | L   | 16 augusti 2006   | 175 cm | 71 kg | Råda          |
| 33        | W   | Michelle Karvinen          | Finland · Danmark | L   | 27 mars 1990      | 166 cm | 67 kg | Rødovre       |
| 97        | W   | Jil Kündig                 | Sverige           | L   | 22 september 2004 | 162 cm | 48 kg | Winterthur    |
| 9         | F   | Stella Lachonius           | Sverige           | L   | 3 januari 2006    | 163 cm | 62 kg | -             |
| 26        | F   | Hanna Olsson               | Sverige           | L   | 20 januari 1999   | 173 cm | 67 kg | Hälsö         |
| 27        | W   | Linnéa Pettersson Dove     | Sverige           | R   | 27 mars 2004      | 179 cm | 76 kg | Skärhamn      |
| 73        | W   | Ella Thorbard              | Sverige           | L   | 23 oktober 2006   | 175 cm | 65 kg | -             |
| 88        | F   | Tilde Utbult               | Sverige           | R   | 8 juni 2006       | 168 cm | 60 kg | Öckerö        |
| 10        | RW  | Emilia Vesa                | Finland           | R   | 3 januari 2001    | 177 cm | 72 kg | Helsingfors   |
| 29        | LW  | Felizia Wikner Zienkiewicz | Sverige           | L   | 17 september 1999 | 170 cm | 65 kg | Kungsbacka    |

## Ledarstaben
| Position             | Namn              |
| -------------------- | ----------------- |
| Huvudtränare         | Erika Holst       |
| Assisterande tränare | Marcus Anselm     |
| Sportchef            | Kim Martin Hasson |